# 吉田権太郎
吉田 権太郎（よしだ ごんたろう、戸籍では「權太郎」。1878年3月5日 - 1940年3月1日）は、日本の軍馬および競走馬生産者。北海道勇払郡安平町に所在する吉田牧場の創業者。

## 経歴
1878年、北海道札幌郡豊平村（現・札幌市豊平区）月寒に、旧南部藩士吉田善治・マツ夫妻の五男として生まれる。小学校卒業後から家業を手伝い、とくに家畜に興味を抱いていた。1897年に独立、植苗村（後の安平村）に約160ヘクタールの土地貸与を受け、吉田牧場を創業。1899年より兵役のため管理を兄に託して3年間牧場を離れ、帰還後の1902年より本格的に経営を開始した。貸付敷地の無償付与を受けるためには10年を満期として事前に提出した事業計画を成功させなければならなかったが、権太郎は日露戦争応召の空白期間もありながらこれを達した。付与指令書によれば当時の吉田牧場は牧柵の総延長3474間（約6.3km）厩舎3棟に92頭の馬を飼養とある。その後牧場は順調に規模を拡大、1927年ごろには約500頭を生産し、生産馬は各地の共進会や品評会で賞を受けた。また、周辺畜産農家の指導者として権太郎自身も功労者として農林省ほか数々の畜産・馬事関連団体より表彰されている。
馬産の一方で、1914年から2年、1923年から10年、安平村の村会議員を務め、世界恐慌の影響で疲弊した安平村の財政再建に努めた。また1920年には富門華尋常小学校増築の不足分1241円と建築資材の多くを私財から寄付している。他方、この地域に公設で電気を引くというときには、火事の恐れを理由に反対する農家に同調してしまい、後年私財を投じて電気を引かざるを得なくなったという逸話がある。
1940年3月に病気のため62歳で死去。牧場は長男の吉田一太郎に引き継がれた。次男・英男、三男・権三郎もそれぞれ牧場を興している。

## 「社台」への影響
長兄の吉田善太郎は父・善治とともに札幌郡の開拓に貢献した。その息子に畜産家の吉田善助がおり、善助は権太郎を「おんちゃん」と呼び慕い、後年その影響を受けて社台牧場を創業し、馬産にも着手した。善助の息子・善哉は1960年代に社台牧場から独立して社台ファームを開き、やがて同場は日本最大の競走馬生産組織・社台グループへ発展した。幼い善哉も、厳格な善助に比べて甘えられる権太郎のもとをしばしば訪れていたという。